# Geschiedenis van Scandinavië
De geschiedenis van Scandinavië is de gemeenschappelijke geschiedenis van de Scandinavische landen— Denemarken, Noorwegen en Zweden, Finland en IJsland.

## Prehistorie
In het zeer bosrijke Scandinavië had men weinig behoefte om werktuigen uit mineralen te maken. Bijgevolg resten er ons maar weinig overblijfselen uit Scandinavië daterend uit de steen-, brons- of ijzertijd behalve enkele werktuigen uit steen, brons en ijzer, wat juwelen en versieringen en steenmannen (begraafplaatsen). Gelukkig bezitten we ook een wijdverspreide en rijke verzameling aan rotstekeningen, die ook wel petrogliefen worden genoemd.

### Steentijd

#### Laat-paleolithicum
Terwijl het ijs zich terugtrok, graasden rendieren over de vrijkomende toendravlaktes van Denemarken en het meest zuidelijke Zweden. Mensen van de Hamburgse cultuur leefden en jaagden in grote gebieden van zo'n 100.000 km². Zij volgden de seizoensgebonden migraties van rendieren over de kale toendra. In dit gebied was er weinig vegetatie, behalve arctische witte berk en lijsterbes. Langzaam verscheen er een taiga-bos.
Rond 13.400 jaar geleden ontstond de Bromme-cultuur in Zuid-Scandinavië. Tijdens dit tijdperk warmde het klimaat sneller op waardoor het gebied ook geschikt werd voor ander wild dan rendieren. Dit bood ook de Bromme-cultuur de kans zich permanent te vestigen in een veel groter deel van Zuid-Scandinavië (en het zuidelijke Baltische gebied).

Lokale klimaatveranderingen rond 12.500 jaar geleden veroorzaakten culturele veranderingen en maakten de eerste vestiging van mensen in de noordelijke delen van Scandinavië mogelijk. Een duizend jaar durende koudere periode zorgde dat de taiga weer vervangen werd door toendra. Mensen leefden ook hier van de rendierjacht, en waren deel van de Ahrensburg-cultuur. Rond 11.500 jaar geleden brak het pre-boreale tijdperk aan toen het lokale klimaat opnieuw opwarmde. Dit bood mensen van de Ahrensburg de mogelijkheid om zich op de opkomende toendra van Noord-Scandinavië te vestigen. Hierna brak het Boreaal aan in Scandinavië.

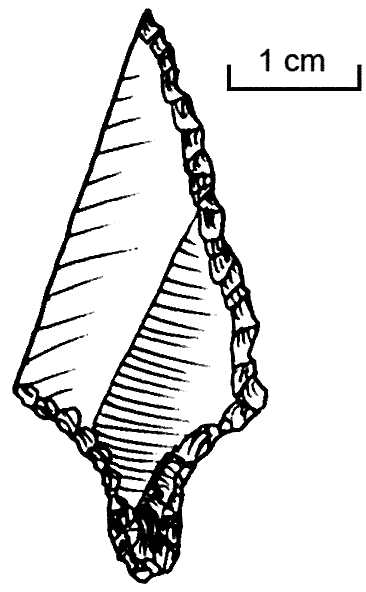
Een pijlpunt uit de Agrensburgcultuur.

#### Mesolithicum
In het 7e millennium v.Chr., toen het rendier en de jagers zich richting noordelijke Scandinavië hadden begeven, begonnen er bossen in het gebied te ontstaan. Een cultuur, Maglemosecultuur genaamd, was gevestigd in Denemarken en Zuid-Zweden, en ten noorden daarvan, in Noorwegen en meest zuidelijk gelegen gebied van Zweden ontstond de Fosna-Hensbackacultuur, die voornamelijk langs de rand van de bloeiende bossen was gevestigd. Het gebruik van vuur, boten en stenen werktuigen liet deze mensen uit de steentijd toe te overleven in noordelijk Europa. De Scandinavische jagers-verzamelaars volgden de kuddes en de zalmtrek, zich naar het zuiden begevend tijdens de winter, en opnieuw naar het noorden tijdens de zomer. Deze vroege volkeren hadden culturele tradities die leken op die uit andere gebieden in het verre noorden – waaronder het huidige Finland, Rusland en over de Beringstraat in de noordelijkste landstrook van Noord-Amerika (delen van het huidige Alaska en Canada).
Tijdens het 6e millennium v.Chr., was zuidelijk Scandinavië bedekt met gematigd loofbos en gemengd bossen. In deze bossen leefden dieren zoals de oeros, wisent, eland en het edelhert. Stammen, wiens cultuur Kongemosecultuur wordt genoemd, leefden van de jacht op deze dieren. Zoals hun voorgangers, jaagden zij ook op zeehonden en visten in de visrijke waters. Ten noorden van de Kongemosecultuur, leefden in het meest zuidelijke gebied van Noorwegen en Zweden andere jager-verzamelaars, wiens cultuur Nøstvet- en Lihultcultuur wordt genoemd, nakomelingen van de Fosna-Hensbackacultuur. Deze mensen jaagden nog steeds aan het einde van het 6e millennium v.Chr. in hun gebied, toen in het zuiden de Kongemosecultuur door de Ertebøllecultuur werd vervangen.
Analyse van DNA uit menselijke resten heeft aangetoond dat de jager-verzamelaars die in het zuiden en noorden van Scandinavië woonden twee genetisch verschillende groepen vormden die in ten minste twee afzonderlijke migratiegolven in Scandinavië arriveerden. Mensen in het zuiden waren onderdeel van de Westelijke Jager-Verzamelaars (Western Hunter-Gatherers, WHG), die ook in grote delen van west en zuid-west Europa leefden. Mensen in het noorden waren gerelateerd aan de Oostelijke Jager-Verzamelaars, afkomstig uit gebied van de bovenloop van de Wolga in het huidige Rusland. Deze groepen mensen vermengden zich in Scandinavië en vormden zo een unieke groep Scandinavische Jager-Verzamelaars.

#### Neolithicum
Tijdens het 5e millennium v.Chr. leerden de Ertebøllemensen pottenbakken van de naburige stammen in het zuiden, die begonnen waren het land en dieren te cultiveren. Ongeveer 6.000 jaar geleden migreerden mensen van de megalithische trechterbekercultuur via het huidige Denemarken naar Scandinavië en vervingen de mensen van de mesolitische jager-verzamelaarcultuur. Deze mensen waren gerelateerd aan mensen van neolitische culturen in de rest van Europa en Anatolië. Deze culturen leefden een agrarisch bestaan. De overgang van het jager-verzamelaarbestaan naar een agrarisch bestaan was mogelijk door een stabilisatie van het klimaat, en wordt aangeduid als de Neolitische Revolutie.
Rond 5.200 jaar geleden verscheen er wederom een nieuwe jager-verzamelaarcultuur in Scandinavië. Dit was de pitted-warecultuur. Mensen die tot deze cultuur behoorden waren genetisch nauw verwant aan de jager-verzamelaars van het Mesoliticum. Er is niet veel bekend over interacties tussen deze twee culturen, maar in ten minste één nederzetting zijn voorwerpen van beide culturen gevonden, de Alvastra paalnederzetting.

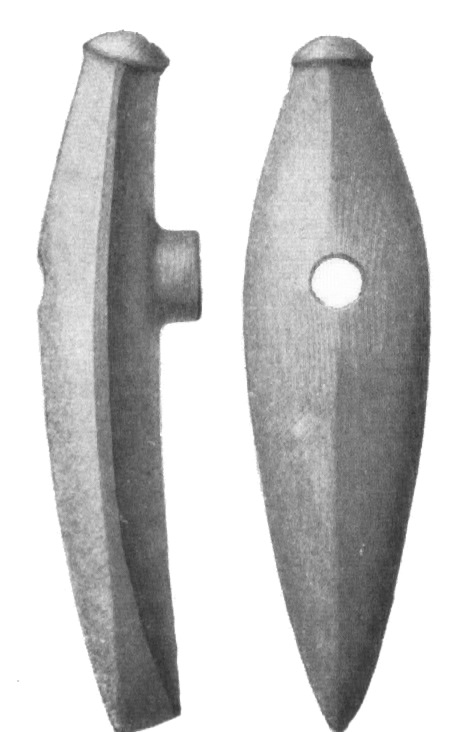
Bootvormige strijdbijl uit Närke.

Het is onbekend welke taal deze vroege Scandinaviërs spraken, maar naar het einde van het 3e millennium v.Chr. toe, werden zij overrompeld door nieuwe stammen waarvan vele geleerden menen dat deze Proto-Indo-Europees spraken, de strijdbijlcultuur. Deze nieuwe volken trokken verder naar Uppland tot aan de Oslofjord en zij legden vermoedelijk de basis voor de taal die de voorouder van de moderne Scandinavische talen zou zijn. Deze nieuwe stammen waren individualistisch en duidelijk patriarchaal met de strijdbijl als een viriel symbool. Zij waren herders van vee en met hun komst trad het grootste deel van zuidelijk Scandinavië het neolithicum in. 
Aan het einde van het Neolithicum nam de bevolking sterk af. Dit wordt de "Neolithische achteruitgang" genoemd. Onderzoek van grafvelden heeft aangetoond, dat in die periode de pest rondwaarde in het hoge noorden.
Spoedig zou echter een nieuwe uitvinding haar weg naar Scandinavië vinden, die een periode van culturele vooruitgang in de regio zou inluiden: de bronstijd.

### Bronstijd

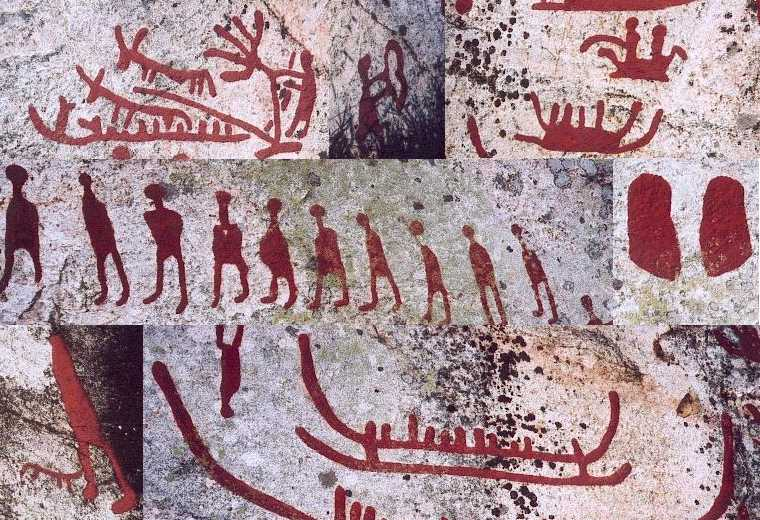
Petrogliefen van Scandinavië (Häljesta, Västmanland in Zweden). Composietbeeld. Bronstijd. De gliefen zijn geschilderd om hen zichtbaarder te maken. Het is onbekend of zij oorspronkelijk werden geschilderd of ingekerfd.

Hoewel de Scandinaviërs tamelijk laat door middel van handel deelnamen aan de Europese bronstijdculturen, vindt men in Scandinavische sites rijke en goed-bewaarde voorwerpen van wol, hout en geïmporteerd Centraal-Europees brons en goud. Tijdens deze periode ontstond in Scandinavië de eerst bekende geavanceerde beschaving in dit gebied, volgend op de steentijd. De Scandinaviërs namen vele Centraal-Europese en mediterrane symbolen over, terwijl ze tegelijkertijd nieuwe stijlen en voorwerpen creëerden. Myceens Griekenland, de Villanovacultuur, Fenicië en het oude Egypte zijn allen beschouwd geweest als mogelijke inspiratiebronnen voor Scandinavische kunstwerken van deze periode. De reden voor de buitenlandse invloed wordt gezocht in de barnsteenhandel, en barnsteen dat in Myceense graven van deze periode wordt gevonden, is teruggevoerd tot de Oostzee. Enkele rotstekeningen beelden boten af en de grote steenformaties bekende als steenschepen doen vermoeden dat scheepvaart een belangrijke rol speelde in het leven in die periode. Verscheidene petrogliefen beelden boten af die als zeer waarschijnlijk mediterraan geïdentificeerd worden.
Uit deze periode zijn er vele heuvels en velden met rotstekeningen bewaard, maar hun betekenis is sinds lang verloren gegaan. Er zijn ook talrijke bronzen en gouden artefacten. De eerder ruwe vorm van de rotstekeningen in vergelijking met de bronzen kunstwerken heeft geleid tot de theorie dat zij door een verschillende cultuur of verschillende sociale groepen werden gecreëerd. Tijdens de bronstijd bestond er geen geschreven taal in Scandinavië.
Nadat hij gelijkaardige rotstekeningen in Qobustan gebied in Azerbeidzjan zag, ontwikkelde archeoloog en historicus Thor Heyerdahl de hypothese dat de Scandinavische oorsprong kan worden teruggevoerd tot de regio van het huidige Azerbeidzjan. Hij suggereerde eveneens dat, op basis van de Noorse mythologie en een 13e-eeuws verhaal, de Scandinavische hoofdgod Odin eigenlijk een oorsprong kent in Azerbeidzjan en vandaaruit naar Scandinavië kwam.
De noordelijke bronstijd werd door een warm klimaat gekarakteriseerd (die met dat van de Middellandse Zee kan worden vergeleken), wat een betrekkelijk grote bevolkingsdichtheid toestond, maar de periode eindigde met een klimaatsverandering in een verslechterend, natter en kouder klimaat (soms gedacht geleid te hebben tot de legende van de Fimbulwinter) en het schijnt heel waarschijnlijk dat het klimaat de Germaanse stammen naar het zuiden continentaal Europa deed binnentrekken. Tijdens deze periode was er een Scandinavische invloed in Oost-Europa (en duizend jaren later, gaven de talrijke Oost-Germaanse volkeren die zich beriepen op een Scandinavische oorsprong (bijv. Longobarden, Bourgondiërs, Goten en Herulen) het ontstaan aan de naam Scandinavië (Scandza, dat is "baarmoeder van naties" in Jordanes' Getica).

### Pre-Romeinse ijzertijd
De bronstijd eindigde zoals gezegd met een verslechterend, kouder en natter klimaat. De pre-Romeinse ijzertijd is bekend doordat het aantal archeologische vondsten voor deze periode zeer pover is. Dit is ook de periode waarin de Germaanse stammen bekend geraken in de mediterrane wereld en aan de Romeinen.
In het begin was ijzer waardevol en werd het slechts voor decoratie gebruikt. De oudste ijzeren voorwerpen waren naalden, maar er zijn ook ijzeren zwaarden en sikkels gevonden. Brons bleef gebruikt worden gedurende heel deze periode, maar werd nu voornamelijk als decoratie gebruikt. De tradities waren een voortzetting van die uit de bronstijd, maar er waren sterke invloeden van de Hallstatt-cultuur in Centraal-Europa. Zij gingen verder met de bronstijdtraditie van crematie (zie urnenveldencultuur). Tijdens de laatste eeuwen verspreidde de Centraal-Europese La Tène-cultuur zich over Scandinavië vanuit Noordwest-Duitsland en er zijn vondsten voor deze periode uit alle provincies van zuidelijk Scandinavië. Van deze tijd hebben archeologen zwaarden, schildknoppen, speerkoppen, scharen, sikkels, tangen, messen, naalden, gespen, ketels, enz. gevonden. Brons bleef verder gebruikt worden voor torques en ketels, waarvan de stijl een voortzetting van die uit de bronstijd was. Een van de bekendste vondsten is de Dejbjergwagen van Jutland, een vierwielige wagen van hout met bronskleurige onderdelen.

### Romeinse ijzertijd
Terwijl vele Germaanse stammen vaak in contact kwamen met de cultuur en de militaire aanwezigheid van het Romeinse Rijk, bevond het merendeel van Scandinavië zich aan de periferie van de Latijnse wereld. Met uitzondering van de korte verwijzingen naar de Zweden (Suiones) en de Gauten (Gautoi), bleef Scandinavië grotendeels onvermeld bij Romeinse auteurs.
In Scandinavië was een geweldige import van goederen, zoals munten (meer dan 7 000), vaten, bronzen beelden, glazen bekers, geëmailleerde gespen, wapens, enz. Bovendien was de stijl van metalen voorwerpen en keramische vaten uitgesproken Romeins. Voor de eerste keer verschijnen voorwerpen zoals scharen en pionnen. In de 3e en 4e eeuw werden sommige zaken overgenomen van Germaanse stammen die zich ten noorden van de Zwarte Zee hadden gevestigd, zoals de Hunnen.
Er zijn ook vele veenlijken uit deze tijd in Denemarken, Sleeswijk-Holstein te Duitsland en zuidelijk Zweden. Samen met de lijken, zijn wapens, huisraad en kleren van wol gevonden. Grote roeiboten uit de 4e eeuw, zoals de Nydamboot, zijn gevonden in de omgeving van Sleeswijk.
Velen werden in de eerste drie eeuwen niet meer gecremeerd, maar de traditie van crematie won terug aan populariteit.
Doorheen de 5e en 6e eeuw werden goud en zilver steeds alledaagser. In deze tijd werd het Romeinse Rijk door Germaanse stammen geplunderd, waarvan vele Scandinaviërs met goud en zilver terugkeerden. Er begon hierdoor een nieuwe ijzertijd in Noord-Europa: de Germaanse ijzertijd.

### Germaanse ijzertijd

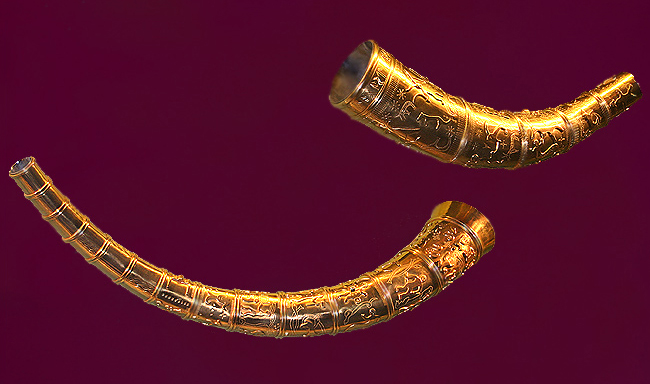
De gouden Gallehus-hoorns.

De periode die volgde op de val van het Romeinse Rijk staat bekend als de Germaanse ijzertijd. Het wordt opgedeeld in een vroege en de late Germaanse ijzertijd, die in Zweden bekendstaat als de Vendeltijd, met rijke begrafenisgiften in het bekken van het Mälarmeer. De vroege Germaanse ijzertijd is de periode waarin de Denen voor het eerst opduiken in de geschiedenis en volgens Jordanes, waren zij een zijtak van de Zweden (suehans, suetidi) die de Heruli hadden vervangen.
Tijdens de val van het Romeinse Rijk was er een overvloed van goud dat Scandinavië binnenstroomde en er zijn prachtige kunstwerken in goud uit deze periode overgeleverd. Goud werd gebruikt om schedebevestiging en bracteaten te maken. Een opvallend voorbeeld zijn de Gallehus-hoorns.
Nadat het Romeinse Rijk was verdwenen, werd goud schaars en Scandinaviërs begonnen voorwerpen van verguld brons, met decoraties doorvlochten dieren in Scandinavische stijl, te maken. De decoraties in de vroege Germaanse ijzertijd tonen dieren die eerder anatomisch getrouw zijn, maar in de late Germaanse ijzertijd evolueerden ze tot ingewikkelde vormen met dooreengevlochten en verstrengelde ledematen zoals die uit de Vikingtijd.

## Vikingtijd

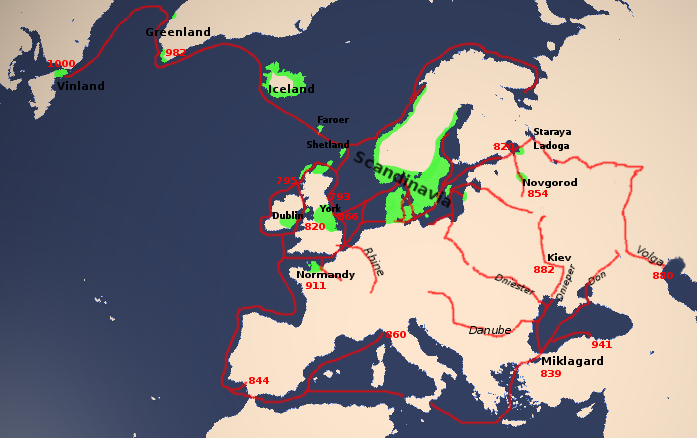
Kolonisatie en tochten van de Vikingen.
Vikinggebied

De Vikingtijd is de naam van de periode tussen 793 en 1066 n. Chr. in Scandinavië. Tijdens deze periode overvielen, koloniseerden en exploreerden de Vikingen grote delen van Europa, het Midden-Oosten, Noord-Afrika en bereikten zij zelfs Noord-Amerika, meer bepaald het huidige Newfoundland.
Het jaar 793, toen Noorse Vikings het belangrijke Britse eilandklooster van Lindisfarne plunderden, wordt gewoonlijk als begin van de Vikingtijd beschouwd en als eindpunt wordt het jaar 1066 genomen, toen Harald Hårdråde zijn onsuccesvolle invasie van Engeland ondernam en de Normandische verovering van Engeland slaagde.
Tussen de 9e en de 12e eeuw vond de kerstening van Scandinavië plaats.

## IJslands eerste nederzettingen
De eerste permanente bewoners kwamen in 874 per schip aan land op Zuid-IJsland en noemden de plaats waar zij een paar jaar later definitief gingen wonen Reykjavik (Rookbaai).

## Periode van 1200 tot 1520

### Terra Mariana
Eerst onder impuls van de Noord-Duitse bisdommen en later met de zegen van paus Innocentius III werden er kruistochten gevoerd onder de Orde van de Zwaardbroeders, en werden de Baltische Staten of Terra Mariana gekerstend. In 1218 werd het een wingewest van Denemarken onder Waldemar II.

### Kalmarunie
De Kalmarunie (Deens/Noors/Zweeds:  Kalmarunionen) was een door een personele unie (1397– 1520) vereniging van de drie koninkrijken Denemarken, Noorwegen en Zweden onder een enkele vorst. De landen hadden weliswaar hun soevereiniteit opgegeven, maar niet hun onafhankelijkheid, en uiteenlopende interesses (voornamelijk een Zweedse ontevredenheid met de Deense en Holsteinse dominantie) leidde tot een conflict. De Unie verbrokkelde in de jaren na 1430. Het kwam zelfs tot een gewapende opstand, bekend als de Engelbrekt-opstand.

## Zestiende eeuw

### Zweedse Onafhankelijkheidsoorlog
Begin zestiende eeuw groeide de spanning tussen de unionisten en de anti-unionisten. Toen de unionisten hulp vroegen aan koning Christiaan II ging hij daar gretig op in. Het verhaal eindigde met het Stockholms bloedbad (1520). Onder leiding van Gustaaf Wasa namen de Zweden de wapens op, het begin van de Zweedse Onafhankelijkheidsoorlog. De oorlog eindigde met het vredesverdrag van Malmö, waardoor naast de Zweedse onafhankelijkheid, tevens een einde kwam aan de Unie van Kalmar. Een poging de unie te herstellen leidde tot de Zevenjarige Oorlog (1563-1570), zonder resultaat.

### Reformatie
De reformatie kwam rond 1530 overgewaaid naar Scandinavië. Scandinavië zou weldra een hartland van het lutheranisme worden. De schrik om terug in het katholieke kamp te verzeilen leidde tot de Zweedse Burgeroorlog (1598-1599).

## Zeventiende eeuw

### Opkomst van Zweden en het Zweedse Rijk
Gustaaf II Adolf van Zweden was zestien jaar toen hij gekroond werd. Zijn eerste taken waren het sluiten van vrede. Met de Vrede van Knäred (1613) eindigde de Kalmaroorlog met Denemarken, dit ten koste van een grote geldsom. De Vrede van Stolbovo (1617) beëindigde de Ingrische Oorlog tegen Rusland; Zweden breidde zijn gebieden oostwaarts uit. De Wapenstilstand van Altmark (1629) maakte een einde aan de Pools-Zweedse Oorlog (1600-1629).

### Dertigjarige Oorlog

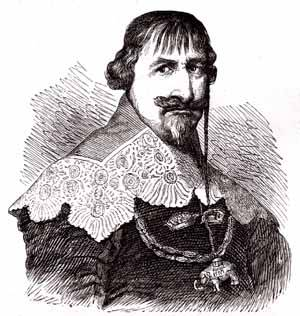
Portret van Christiaan IV van Denemarken.

De Dertigjarige Oorlog was een tussen 1618 en 1648, voornamelijk in het Centrale Europese gebied van het Heilig Roomse Rijk, waarbij echter ook de belangrijkste continentale machten waren betrokken, uitgevochten conflict. De oorzaken voor het conflict waren zeer uiteenlopend. Hoewel het van in het begin een godsdienstig conflict tussen protestanten en katholieken was, was het zelfbehoud van de Habsburger ook een deel van de inzet van de strijd. De Denen en vervolgens Zweden kwamen verscheiden malen tussenbeide ter verdediging van hun eigen belangen.
Na de Paltse- en Duitse fase was Denemarken een koninkrijk met een niveau van stabiliteit en rijkdom, dat praktisch ongeëvenaard was in de rest van Europa, mede door de Sonttol en de uitgebreide oorlogsschadeloosstellingen van Zweden. Christiaan IV van Denemarken had van de penibele situatie in Noord-Duitsland geprofiteerd, Hamburg was gedwongen de Deense soevereiniteit in 1621 te aanvaarden en in 1623 werd de toekomstige Deense kroonprins bisschop van Bremen-Verden gemaakt. Het enige land in Europa met een vergelijkbaar sterke financiële positie was, Beieren. Christiaan IV, boegbeeld van de Lutheranen, kreeg hulp van de Engelsen en de Zeven Verenigde Gewesten, maar ook de Franse regent kardinaal Richelieu - een goed katholiek! - was bereid om te betalen voor een Deense inval in Duitsland. Christiaan viel aan het hoofd van een 20.000 koppen tellend huurlingenleger Duitsland binnen. Deze interventie begon in 1625 en duurde tot in 1629. Succesvol was de campagne niet en eindigde met de Vrede van Lübeck.

De dood van koning Gustaaf II Adolf op 16 november 1632 in de Slag bij Lützen (schilderij van Carl Wahlbom).

Onder druk van de Katholieke Liga werd Albrecht von Wallenstein, de keizerlijke generaal afgezet. Dit was de aanzet voor koning Gustaaf II Adolf van Zweden, om de Deense fakkel over te nemen. De Zweedse interventie begon in 1630 en duurde tot 1635. Net zoals Christiaan IV werd Gustaaf Adolf door Richelieu gesteund. Gustaaf Adolf was uit een ander hout gesneden dan Christiaan. Van 1630 tot 1634 dreven ze de katholieke krijgsmacht terug en herwonnen een groot deel van de bezette protestante gebieden. Keizer Ferdinand werd gedwongen Wallenstein terug te roepen. Gustaaf Adolf sneuvelde in de Slag bij Lützen (1632), in hetzelfde jaar stierf de keizerlijke generaal, Johan t'Serclaes van Tilly. In 1634 werd Wallenstein in opdracht vermoord. Spanje onder leiding van Ferdinand van Oostenrijk was genoodzaakt in te grijpen. Beide partijen tekende de Vrede van Praag (1635).
De verschuldigde sonttol aan Denemarken, lag de Zweden nog steeds zwaar op de maag. De tijdelijk rustpauze na de Vrede van Praag, gaf Zweden de mogelijkheid om Denemarken aan te vallen en van de Deense tolheffing af te komen.
De slotfase en de beëindiging van de Dertigjarige oorlog zijn hoofdzakelijk aan de Zweden te danken. Als de Zweedse troepen in 1648 voor de poorten van Praag stonden, was Keizer Ferdinand III gedwongen de Vrede van Westfalen te ondertekenen.

### Noordse Oorlog

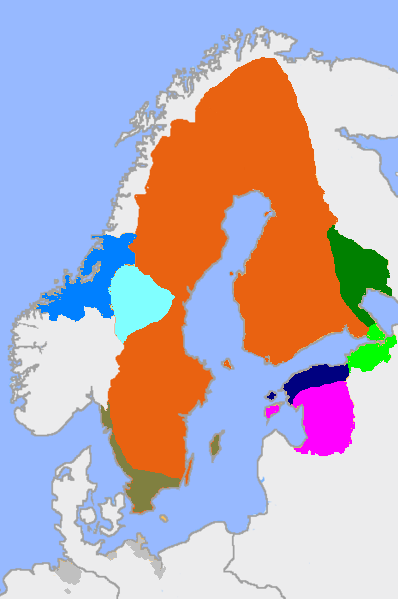
Zweden op het hoogtepunt van zijn territoriale expansie, na het vrede van Roskilde in 1658.

Of de relatie met Polen-Litouwen nu goed of slecht was, er was een royale band. Toen Rusland, Polen onder voet liep, voelde Zweden zich genoodzaakt in te grijpen, de Noordse Oorlog (1655-1660).

### Schoonse Oorlog
Een bondgenootschap met Frankrijk (1672) sleurde Zweden mee in de Hollandse Oorlog en bracht Zweden in oorlog met Brandenburg en Denemarken (1674-1679), de Skånse Oorlog. In 1676 was Karel XI van Zweden de overwinnaar van de bloedige slag bij Lund, waarbij de helft van alle soldaten op het slagveld het leven liet. Na de vrede wijdde Karel XI zich aan het herstel van Zweden onder een semi-absolutistische monarchie.

## Achttiende eeuw

### Grote Noordse Oorlog

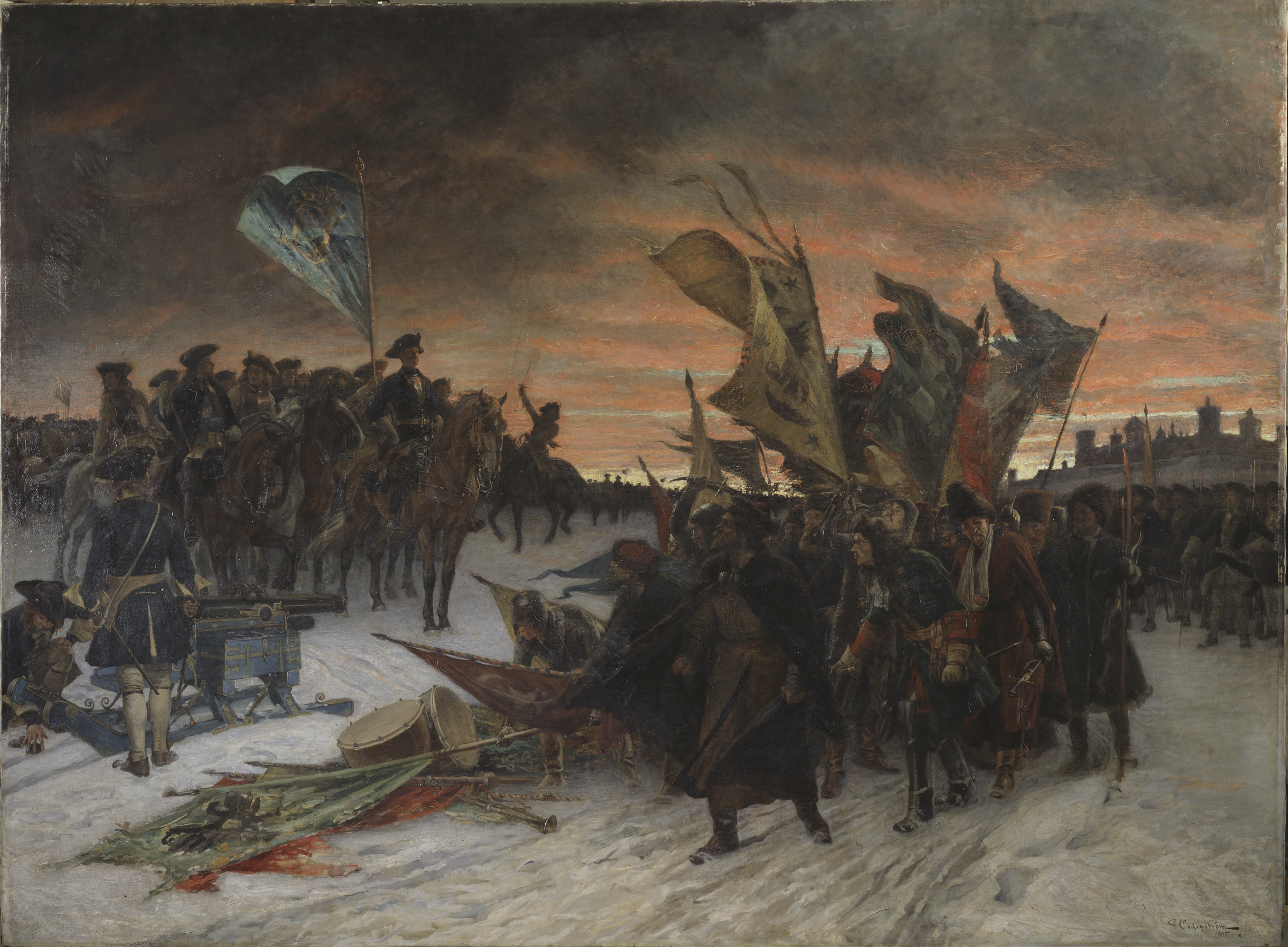
De Zweedse overwinning te Narva, 1700 door Gustaf Cederström, geschilderd in 1910.

De Grote Noordse Oorlog (1700 - 1721) was de oorlog die werd uitgevochten tussen een coalitie van Rusland, Denemarken-Noorwegen en Saksen-Polen (vanaf 1715 ook Pruisen en Hannover) tegen Zweden. Het begon door een gecoördineerde aanval op Zweden door de coalitie in 1700 en eindigde in 1721 met het sluiten van de vredes van Nystad, Stockholm en Frederiksborg. Door deze oorlog verdrong Rusland Zweden als dominante macht in de Oostzee en werd een belangrijke speler in Europese politiek.

### Vrijheidstijden
Karel XII van Zweden stierf in 1718. Zijn zuster Ulrike mocht hem opvolgen op voorwaarde dat ze een nieuwe grondwet ondertekende. De absolute monarchie werd afgeschaft en de macht kwam bij de Riksdag te liggen.
In Denemarken bleef het absolutisme de norm. De Deense koningen streefden in deze periode naar strikte neutraliteit.

### Verlicht despotisme
Gustaaf III van Zweden probeerde door middel van een putsch op 19 augustus 1772 in Zweden de absolute monarchie te herstellen. In Denemarken was de mentaal labiele Christiaan VII aan de macht. Het koningshuis werd gedomineerd door allerlei intriges, maar ook de Verlichting deed zijn intrede.
In 1788 traden de beide landen terug in oorlog.

### Kolonialisme
Zowel Zweden als Denemarken behielden van de 17e tot de 20e eeuw een aantal kolonies buiten Scandinavië. Denemarken had in de Noord-Atlantische Oceaan kolonies in Groenland en IJsland. In het Caribisch gebied stichtte Denemarken in 1671 een kolonie op St. Thomas, op St John in 1718 en kocht in 1733 Saint Croix van Frankrijk. Denemarken had ook kolonies in India, Tranquebar en Frederiksnagore. De Deense Oost-Indische Compagnie opereerde vanuit Tranquebar. Zweden richtte ook een Zweedse Oost-Indische Compagnie. Gedurende hun hoogdagen importeerden de Deense en Zweedse Oost-Indische Compagnieën meer thee dan de Britse Oost-Indische Compagnie - en smokkelden 90% ervan binnen in Groot-Brittannië, waar het met een enorme winst zou worden verkocht. Beide Oost-Indische Compagnieën gingen ten onder tijdens de napoleontische oorlogen. Zweden had een kortstondige kolonie in Noord-Amerika en bezat in het Caribisch gebied Saint-Barthélemy (1785-1878) en Guadeloupe.

## Negentiende eeuw

### Napoleontische oorlogen

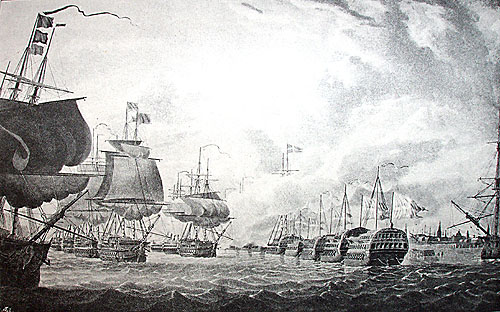
Eerste slag bij Kopenhagen, 1801.

Denemarken en Zweden sloten zich in 1780 bij het Rusland van Catharina II van Rusland aan in het Verbond van Gewapende Neutraliteit, met als voornaamste doel de handelsvloot te beschermen tegen aanvallen door Britse marineschepen. In de praktijk zou het verbond weinig bereiken.
In 1800, tijdens de Tweede Coalitieoorlog tegen revolutionair Frankrijk, vormde tsaar Paul van Rusland een tweede Verbond van Gewapende Neutraliteit met Pruisen, Denemarken en Zweden. Dit verbond was echter minder succesvol dan de voorganger ervan, omdat de Britten het als een verkapte oorlogsverklaring zagen.
De Britse admiraal Horatio Nelson viel op 2 april 1801 de Deens-Noorse vloot aan in de Zeeslag van Kopenhagen, en vernietigde het grootste deel van de vloot. In de wapenstilstand die op de zeeslag volgde kwamen de Denen overeen om uit het Verbond van Gewapende Neutraliteit te treden. Kort daarop, op 23 maart, werd tsaar Paul vermoord, waarmee er een definitief einde kwam aan het verbond.
Zweden sloot zich onder Gustaaf IV Adolf van Zweden aan bij de Derde Coalitie (1805) tegen Napoleon I van Frankrijk, waartoe ook Oostenrijk, Groot-Brittannië en Rusland behoorden. Zijn campagne liep echter slecht af en Zweeds Pommeren werd door de Fransen bezet. Toen zijn bondgenoot, Rusland, vrede sloot en een alliantie maakte met Frankrijk in Tilsit (Vrede van Tilsit) in 1807, bleven alleen Zweden, het Portugal van koningin Maria I en het Groot-Brittannië van koning George III nog over als vijanden van Frankrijk.

#### Finse Oorlog (1808-1809)
Op 21 februari 1808 vielen de Russische troepen Finland binnen. Finland bestond toen uit Zweedse provincies. De Russen vielen Finland binnen om Zweden te dwingen toe te treden tot Napoleons Continentale stelsel, een maatregel die alleen gericht was tegen Engeland (1806-1814). Niet lang daarna verklaarde ook Denemarken-Noorwegen de oorlog aan Zweden. Amper een paar maand later was bijna geheel Finland al verloren aan de Russen. Als gevolg van de oorlog werd Zweden gedwongen, tijdens het Verdrag van Hamina, dat werd gesloten op 17 september 1809, het oostelijke deel van Zweden af te staan aan Rusland. Niet lang daarna werd het Grootvorstendom Finland opgericht. De titel groothertog werd gegeven aan tsaar Alexander I van Rusland.

### Bernadotte
Na de Britse aanvallen op Kopenhagen in 1801 en 1807 stond Denemarken aan de kant van Napoleon. Ook Zweden stond na de Finse oorlog aan Franse zijde. Bernadotte, een generaal uit het Franse leger, kreeg in 1810 onverwacht de functie van kroonprins en dus troonopvolger van Zweden aangeboden.
De nieuwe kroonprins nam onmiddellijk de regering op zich en fungeerde als regent voor de zieke Karel XIII. Zijn buitenlandbeleid was er voornamelijk op gericht Noorwegen te verwerven. Hij wekte het misnoegen van Napoleon - die zijn kandidatuur absurd had gevonden - door verlichting van het Continentaal Stelsel toe te staan. De Franse keizer bezette in januari 1812 plotseling Zweeds Pommeren, waarop Karel Johan zich bij Napoleons vijanden Rusland (april 1812) Groot-Brittannië (maart 1813) en Pruisen (april 1813) aansloot, de zogenaamde Zesde Coalitie. Engeland beloofde hem steun voor de annexatie van het tot Denemarken behorende Noorwegen, maar overreedde hem eerst deel te nemen aan de campagne tegen Napoleon. Bernadotte was eveneens succesvol in de strijd tegen Denemarken waarin hij koning Frederik VI in januari 1814 dwong het Verdrag van Kiel te tekenen waarbij Noorwegen op Zweden overging.
Bernadotte was door zijn ervaring, kennis en charisma populair. Noorwegen en Zweden ging het onder zijn beleid voor de wind. Er brak een lange periode van vrede aan, de landbouw en handel alsmede de bevolking groeide snel. Hij stierf op 8 mei 1844 en werd opgevolgd door zijn zoon Oscar I.

### Duits-Deense Oorlogen
De Duits-Deense Oorlogen draaiden om de Sleeswijk-Holsteinse kwestie. Tijdens het revolutiejaar 1848 verklaarde een groepering Duitsgezinde uit Sleeswijk-Holstein zich onafhankelijk van Denemarken, het begin van de Eerste Duits-Deense Oorlog. Vrijwilligers uit heel Duitsland sloten zich aan bij het Sleeswijk-Holsteinse leger en kregen hulp van Pruisische troepen, die in naam van de Duitse Bond handelden. In mei 1848 trokken ze samen verder Jutland in, maar onder druk van het Verenigd Koninkrijk, Rusland en Frankrijk werd een wapenstilstand afgekondigd. De oorlog duurde nog tot 1850 en werd afgesloten met het Protocol van Londen (1852).
Na de dood van de kinderloze koning Frederik VII van Denemarken in 1863, brak er een troonstrijd uit tussen Frederik van Sleeswijk-Holstein-Sonderburg-Augustenburg en Christiaan van Sleeswijk-Holstein-Sonderburg-Glücksburg en daarmee ook het Sleeswijk-Holstein abces. Otto von Bismarck vond dat het Protocol van Londen werd geschonden en besloot om samen met Oostenrijk, Denemarken de oorlog te verklaren, de Tweede Duits-Deense Oorlog. Denemarken verloor en de Vrede van Wenen (1864) bepaalde dat Pruisen, Sleeswijk kreeg en Oostenrijk, Holstein. Daar hield het niet mee op, de onvrede over de uitvoering van het Verdrag van Gastein (1865), over het beheer van de hertogdommen, zal leidden tot de Oostenrijks-Pruisische Oorlog.

### Industrialisatie
De industrialisatie van Zweden begon in het midden van de 19e eeuw. Tegen het einde van de eeuw zagen de eerste multinationale bedrijven op basis van geavanceerde technologie het licht. Vooral de aanleg van spoorwegverbindingen en de exploitatie van de noordelijke mijnen waren van groot belang. Een naam die het vermelden waard is, is Gustaf de Laval. Hij was een Zweedse ingenieur en uitvinder die een belangrijke bijdrage leverde aan het ontwerp van de stoomturbine en de zuivelindustrie.
In Denemarken begon de industrialisatie pas rond 1890 en was beperkt tot Kopenhagen, en enkele kleinere steden. Denemarken beleefde zijn industrialisatie vooral in het begin van de 20ste eeuw, landbouwprocessen werden gemoderniseerd en de verwerking van zuivel en vlees werd belangrijker.

### Scandinavisme

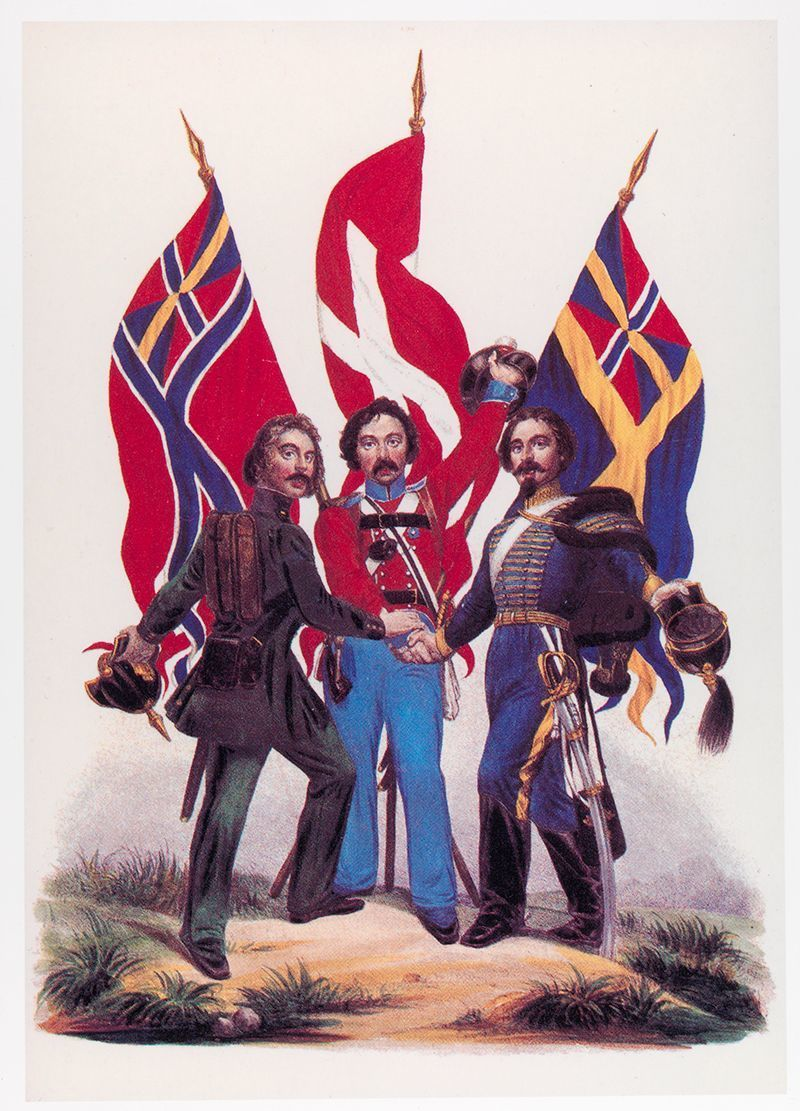
Een verzinnebeelding van het Scandinavisme.

Scandinavisme is een politieke beweging uit de 19e eeuw die de vereniging van de Scandinavische landen nastreefde, gebaseerd op de verwantschap van de talen, politiek en cultuur van de Scandinavische landen. De achtergrond was de bezorgdheid in Scandinavië voor het Pangermanisme uit Duitsland.

### Emigratie
Veel Scandinaviërs emigreerden naar Canada, de Verenigde Staten, Australië, Afrika en Nieuw-Zeeland eind negentiende eeuw. De belangrijkste golf van de Scandinavische emigratie vond plaats tussen 1860 en 1880, hoewel een aanzienlijke emigratie voortduurde tot de jaren 1930. De overgrote meerderheid emigranten verlieten het platteland op zoek naar betere landbouw en economische mogelijkheden. In de tachtig jaar na 1850 vertrok bijna een derde van de bevolking, Finland en IJsland meegerekend. Een deel van de reden voor de grote exodus was de toenemende bevolking, veroorzaakt door het dalende sterftecijfer, waardoor de werkloosheid toegenam. Noorwegen had het grootste percentage emigranten en Denemarken het minst. Tussen 1820 en 1920 vestigde ruim twee miljoen Scandinaviërs zich in de Verenigde Staten. Een miljoen kwam uit Zweden, 300.000 uit Denemarken en 730.000 uit Noorwegen.

### Monetaire unie
In 1873 werd de Scandinavische Monetaire Unie gecreëerd. Zweden en Denemarken en twee jaar later trad ook Noorwegen toe tot deze unie. De kroon werd de nieuwe munteenheid, met dezelfde verhouding tussen munt en goud (1 gram puur goud kwam overeen met 2,48 kronen). Het gevolg was dat de verschillende kronen ook in de andere landen als wettig betaalmiddel aanvaard werden. De drie afzonderlijke munten bleven echter wel bestaan. De unie bestond tot 1914.

## Twintigste eeuw

### Ontbinding van de unie tussen Noorwegen en Zweden
Met het Verdrag van Karlstad in 1905 werd de unie tussen Noorwegen en Zweden ontbonden. Het conflict begon toen het Noorse parlement (Storting) vroeg om eigen consulaten in het buitenland te vestigen. Na het verdrag ontstond er een discussie over de toekomstige staatsvorm. Men koos uiteindelijk voor de monarchie en bood prins Carl van Denemarken op 18 november 1905 de kroon aan, onder de naam Haakon VII van Noorwegen.

### Eerste Wereldoorlog
Alle drie de Scandinavische landen bleven neutraal in de Eerste Wereldoorlog. De oorlog heeft echter wel een beduidende uitwerking gehad op de economie van het gebied, voornamelijk ten gevolge van de Britse blokkade van Duitsland. Desalniettemin hebben zij dit probleem kunnen omzeilen door een handelsovereenkomst met Groot-Brittannië. Denemarken riep een groot deel van zijn leger op, maar Duitsland bleef in zekere mate nog steeds de Deense soevereiniteit schenden door bijvoorbeeld de Sont te ontginnen. Een betrekkelijk groot aantal etnische Duitsers uit Zuid-Jutland vocht mee in het Duitse leger.

### Finland onafhankelijk
In het zog van de Russische Revolutie verklaarde Grootvorstendom Finland zich op 6 december 1917 onafhankelijk. Daarop volgde de bloedige Finse Burgeroorlog tussen 'Roden' (punaiset) en 'Witten' (valkoiset), waarbij de laatsten onder leiding van generaal Mannerheim aan het langste eind trokken en de Finse Socialistische Arbeiders Republiek ophieven. Hierna werd Finland op 9 oktober 1918 tot koninkrijk uitgeroepen en werd een Duitse prins verkozen om als Väinö I het koningschap op te nemen. Deze trad echter twee maanden later terug, gezien de afloop van de Eerste Wereldoorlog, en het land werd een republiek.

### Ontwikkeling van de welvaartsstaat
Alle drie landen ontwikkelden socialebijstandstaten in de vroege tot het midden van de 20e eeuw. Dit kwam ten dele door het politieke overwicht van de sociaaldemocraten in Zweden en Denemarken en de Labourpartij in Noorwegen. De drie Scandinavische landen Denemarken, Zweden en Noorwegen begonnen tijdens het interbellum met de ontwikkeling van de sociale welvaartsstaat.
In 1900 kregen de Noorse vrouwen stemrecht op gemeentelijk niveau. In 1908 werd algemeen kiesrecht voor mannen in Zweden ingevoerd. Algemene en gelijke rechten voor zowel mannen als vrouwen worden in 1913 in Noorwegen en 1919 in Zweden geïntroduceerd. In Noorwegen werd in 1909 een gezondheidsverzekering geïntroduceerd. In Finland was de productiviteit lager en de overheidsfinanciën waren er slechter aan toe en anderzijds was de politieke situatie er ingewikkelder. De vooruitgang ging daar langzamer. De economische crisis van de jaren 30 raakte het hele Noorden en bracht de ontwikkelingen tot een stilstand.

### Tweede Wereldoorlog

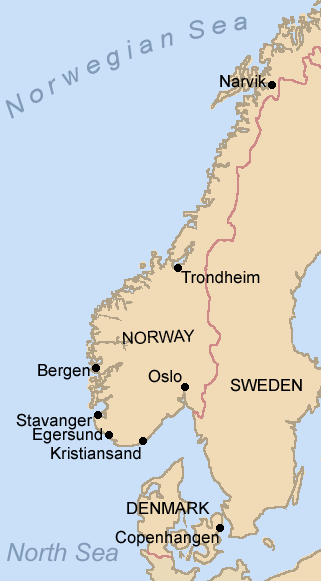
De Duitse landingsplaatsen tijdens de initiële fase van operatie Weserübung.

Bij het begin van de Tweede Wereldoorlog, vreesden zowel de geallieerden als de asmogendheden dat hun vijanden de macht zouden krijgen over Scandinavië. Groot-Brittannië geloofde dat Duitsland een invasie plande en zag er niet naar uit in Scandinavië strijd te voeren. Tegelijkertijd vreesde Duitsland dat Groot-Brittannië basissen in het gebied voor zich zou kunnen winnen en meende een regelrechte invasie te mogen verwachten. Bovendien waardeerde Duitsland ten zeerste het ijzererts dat zij ontvingen vanuit Noorwegen en konden zij het zich niet veroorloven deze te verliezen. Zij wensten ook Noorwegen in te nemen omwille van zijn ijsvrije havens. Dit maakte van Noorwegen het voornaamste doelwit, met Denemarken op een tweede plaats om op die manier de Noorse invasie te vergemakkelijken. Na een maandenlange planning, viel Duitsland op 9 april 1940 zowel Denemarken als Noorwegen binnen.
Beide naties reageerden heel verschillend. Denemarken gaf zich louter twee uren na de invasie over, na zestien mannen te hebben verloren. Zij zochten burgerslachtoffers te vermijden en kregen hiervoor een voorkeursbehandeling door Duitsland. Noorwegen weigerde echter toe te geven en vocht moedig en met volle kracht terug. De westerse bondgenoten stuurden militaire hulp, maar de campagne werd niet doeltreffend gevoerd. Op 10 juni 1940 gaf het officiële leger van Noorwegen zich over aan de invallers.
De strategie van Denemarken bleek op langere termijn het voordeligste te zijn. Duitsland gunde hen onder meer door hun snelle overgave namelijk een behoorlijke autonomie. Een andere reden hiervoor was dat zij geen echte plannen hadden voor Denemarken. Na de inval wilden zij het simpelweg niet afstaan, daar ze het zagen als een permanent deel van hun rijk. Ook werden Denen door nazi-ideologen als mede-Germanen beschouwd, wat het land nog meer voordeel bood. Omwille van al deze redenen was Denemarken in staat het parlement, de koning en veel van hun normale binnenlandse functies te behouden. Desalniettemin groeide de verbittering tegenover Duitsland en kleine tegen Duitsland gerichte aanslagen werden alledaags. Duitsland reageerde uiteindelijk door het elimineren van de representatieve regering van Denemarken en het opleggen van de krijgswet.
Noorwegen werd veel ruwer behandeld tijdens hun bezetting. Oppositiepartijen werden geëlimineerd en de "Nasjonal Samling" (de Noorse fascistische partij) stelde alle regeringsambtenaren aan. Vidkun Quisling werd geïnstalleerd als Minister-President, een marionet naar het opperbevel in Berlijn. Vakbonden konden slechts blijven bestaan indien zij de nazicontrole aanvaarden. Deze repressieve maatregelen verzekerden dat er weinige samenwerking was. Ongeveer tien procent steunden de nazipartij, uit angst voor vervolging van hun families en als een manier om vitale voedselvoorraden te krijgen, en anderen steunden sommige van hun programma's. Niettemin was er een vijandige verhouding, met 8 Duitse soldaten voor iedere Noor.
Denemarken en Noorwegen waren ook verschillend in hun samenwerking met het genocidale beleid van Duitsland. Zo spanden de Denen zich in om Deense joden te beschermen. Meer dan 96% van de Joodse bevolking werd per boot in veiligheid gebracht naar Zweden, terwijl anderen met christelijke Deense families en organisaties hun toevlucht vonden. De Noorse politie daarentegen hielp bij de gevangenneming van Noorse joden. Sommige Noren slaagden erin om alles samen meer dan de helft van de joodse bevolking te redden van de vernietigingskampen, waarbij ze zelf risico liepen dat hun volledige familie zou worden gedood voor het helpen van joden.
Als enige van de drie Scandinavische landen, werd Zweden tijdens de oorlog niet binnengevallen en bleef nominaal neutraal. Zij cultiveerden met succes de vrede met de Duitsers en leverden hen de nodige grondstoffen. De Zweedse regering was heel voorzichtig om de nazi's niet voor het hoofd te stoten en ging zover dat ze krantenredacteurs overtuigde om artikels te censureren en de nazi's toelieten voorraden via Zweden naar Noorwegen te vervoeren tot eind 1943. Desalniettemin zouden zij ook van tijd tot tijd de geallieerden helpen. Zij boden ook de joden die waren gevlucht uit Denemarken asiel en boden een weinig hulp aan Finland tijdens de Winteroorlog.

### Na de Tweede Wereldoorlog
Na de Tweede Wereldoorlog waren alle Scandinavische landen het erover eens dat een soort van gezamenlijk defensiebeleid noodzakelijk was. Zij begonnen over een Scandinavische defensie-unie te onderhandelen. De drie Scandinavische landen zouden, indien zij lid werden van de bond, afzonderlijk soevereine landen zijn gebleven, maar in buitenlands beleid en veiligheidskwesties handelden als een eenheid. De voorgestelde unie werd door een gezamenlijke Scandinavische commissie tijdens de winter van 1948-1949 besproken, maar de Koude Oorlog-spanning tussen de Verenigde Staten en de Sovjet-Unie, en de voorbereidingen voor een westerse bond die zouden resulteren in het Noord-Atlantische Verdrag overschaduwde de bespreking. Toen het bekend geraakte dat de westerse bond niet in staat zou zijn de Scandinavische landen van strijdmachten te voorzien vooraleer tegemoet te komen aan hun eigen drukkende noden, bleek deze kwestie uiteindelijk het keerpunt voor Noorwegen te zijn, dat zich terugtrok uit de besprekingen. Denemarken was nog steeds bereid een alliantie met Zweden aan te gaan, maar de Zweden zagen weinige voordelen in dit voorstel en het plan werd opgeborgen. Noorwegen en Denemarken werden vervolgens verdragspartijen van het Noord-Atlantische Verdrag en leden van de NAVO. Zweden bleef neutraal na verhitte discussies. Sommigen menen dat het dankzij de Zweedse neutraliteit, Finland buiten het IJzeren Gordijn bleef, daar de USSR zich mogelijk door een NAVO-lid als buur bedreigd zou voelen.
De Noordse landen in 1952 stichtten de Noordse Raad en twee jaar later de Noordse paspoortunie.

### Europese integratie
Na een referendum in 1972 werd Denemarken het eerste Scandinavische lid van de EEG, die in 1992 zou worden omgevormd tot de EU. In 1995 sloot Zweden zich bij de EU aan. Na de val van de Sovjet-Unie, meende Zweden dit te kunnen doen zonder te provoceren. Noorwegen blijft buiten de Europese Unie na het referendum over het EG-lidmaatschap in 1972 en het EU-lidmaatschap in 1994, hoewel het de Schengenakkoorden ondertekende en lid is van de Europese Economische Ruimte. Geen van de Scandinavische landen heeft de Euro ingevoerd, want in zowel Denemarken als Zweden werd dit door een referendum afgewezen. Alle Scandinavische landen lijken in grote mate eurosceptisch te zijn, ondanks hun enthousiasme voor samenwerking en multilateralisme. Denemarken in 1992 stemde tegen het Verdrag van Maastricht en veroorzaakte hierdoor opschudding binnen de EU. Hierdoor was men gedwongen om nieuwe onderhandelingen aan te gaan, waarbij onder andere de voorgestelde eenheidsmunt werd geschrapt.

## Voetnoot
1. ↑  https://www.nature.com/articles/s41586-024-07651-2
2. ↑  T. Heyerdahl, Scandinavian Ancestry. Tracing Roots to Azerbaijan, in Azerbaijan International 8 (2000), pp. 78-83.
3. ↑  https://web.archive.org/web/20031206042250/http://www.migrationinstitute.fi/nordic/Text/Emistory.htm